# Каленборн (Кајзерзеш)
Каленборн (њем. Kalenborn) општина је у њемачкој савезној држави Рајна-Палатинат. Једно је од 92 општинска средишта округа Кохем-Цел. Према процјени из 2010. у општини је живјело 221 становника. Посједује регионалну шифру (AGS) 7135046.

## Географски и демографски подаци
Каленборн се налази у савезној држави Рајна-Палатинат у округу Кохем-Цел. Општина се налази на надморској висини од 430 метара. Површина општине износи 5,3 km². У самом мјесту је, према процјени из 2010. године, живјело 221 становника. Просјечна густина становништва износи 42 становника/km².